# 目で右脳を鍛える DS速読術
『目で右脳を鍛える DS速読術』（めでうのうをきたえる ディーエスそくどくじゅつ）は、マイルストーンより2006年11月9日に発売されたニンテンドーDS用速読訓練ソフト。

## 概要
新日本速読術協会 川村明宏博士の監修により「ジョイント式速読術」を実践するトレーニングソフト。
- 見るだけトレーニング
- 遊んでトレーニング
- 選んでトレーニング
- ゲームでトレーニング
  - 「もっと」に搭載の新モード。速読理論に基づいたミニゲーム。

## シリーズ
- 目で右脳を鍛える速読術ポータブル（2007年6月28日発売）
  - PlayStation Portable移植版。
- 耳で右脳を鍛える DS聴脳力（2007年7月26日発売）
  - 川村博士監修による速脳速聴術のトレーニングソフト。
- 目で右脳をきたえる DS速読ジュニア（2007年8月30日発売）
  - 小学生向けで、成績グラフを追加。
- もっと目で右脳を鍛える DS速読術（2008年7月31日発売）
  - 「ゲームでトレーニング」や例文に縦書き文章を追加。
- 両目で右脳を鍛える 3D速読術（2011年8月25日発売[1]）
  - トレーニングに立体視を採用したニンテンドー3DS用ソフト。
- もっと目で右脳を鍛えるDS速読術 Light（2011年9月14日発売）
  - 「もっと」の一部機能を収録したニンテンドーDSiウェア。